# Günter Meyer (Geograph)

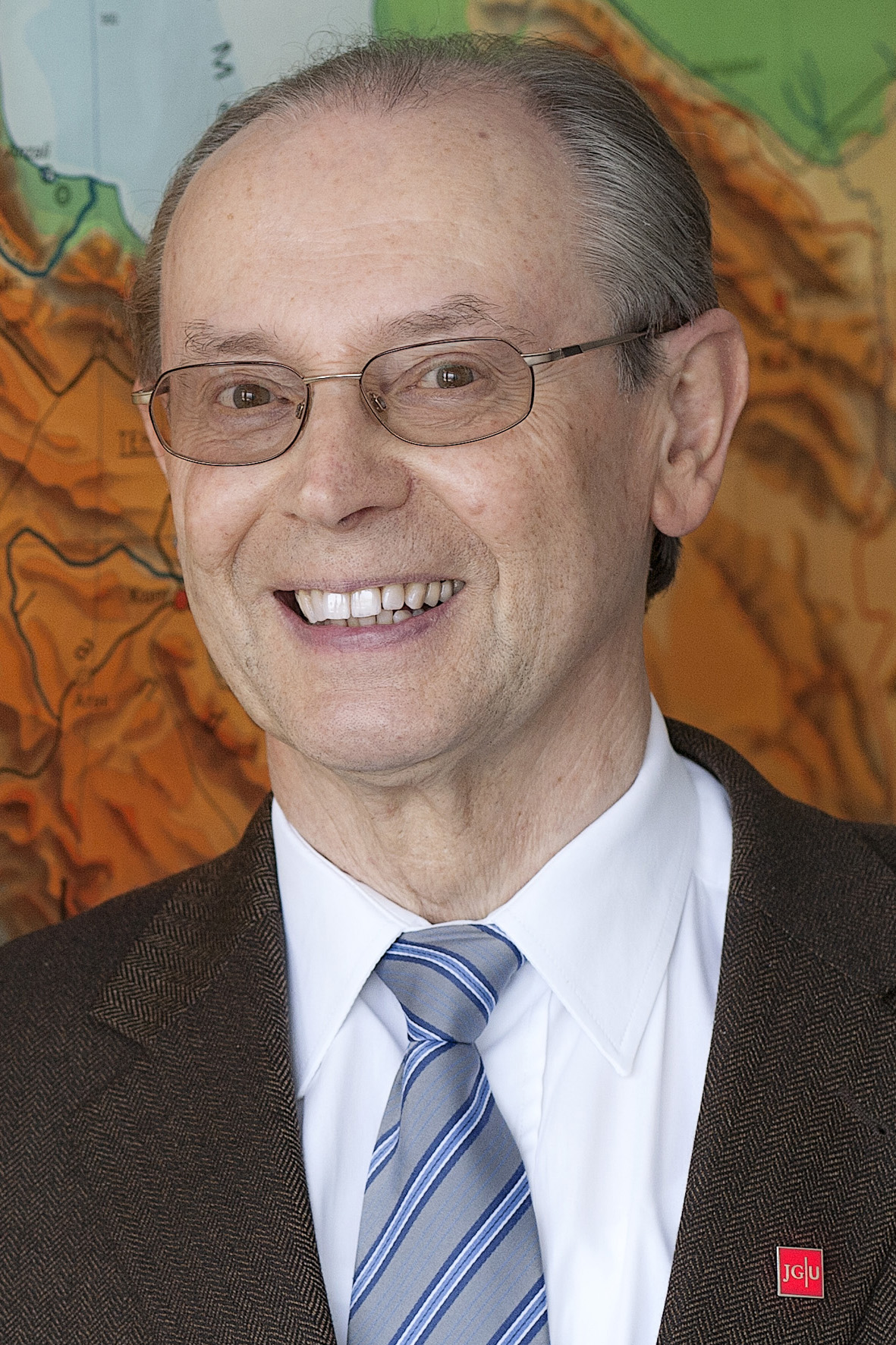
Günter Meyer

Günter Meyer (* 25. August 1946 in Oldenburg) ist ein deutscher Geograph. Er ist Vorsitzender des Weltkongresses für Studien zum Vorderen Orient, des World Congress for Middle Eastern Studies (WOCMES), und leitet das Zentrum für Forschung zur Arabischen Welt (ZEFAW) an der Universität Mainz.
Seine Forschungsschwerpunkte sind die Politische Geographie der arabischen Welt und wirtschafts- und stadtgeografische Entwicklungsprobleme im Nahen Osten, besonders in Ägypten, Syrien, Jemen und den Vereinigten Arabischen Emiraten sowie in Deutschland.
Einem breiteren Publikum wurde er durch insgesamt mehr als 1100 Interviews zum Irakkrieg, zum Bürgerkrieg in Syrien und zum Bürgerkrieg in Libyen 2011 und ab 2014 bekannt.

## Leben und wissenschaftliche Laufbahn
Von 1968 bis 1973 studierte Meyer Geographie und Englisch an der Universität Erlangen-Nürnberg und der New University of Ulster in Nordirland. Nach seinem Staatsexamen für Lehramt an Gymnasien 1973 wurde er 1976 zum Dr. rer. nat. promoviert. Er habilitierte sich 1983 in Geographie ebenfalls an der Universität Erlangen-Nürnberg. Grundlage seiner Habilitation waren sozialgeographische Studien zur Entwicklung im bäuerlichen und nomadischen Lebensraum. Er wurde in Erlangen zum Professor ernannt und wechselte 1993 nach Mainz.

### Interdisziplinäres wissenschaftliches Netzwerk: „Deutsche Arbeitsgemeinschaft Vorderer Orient“ (DAVO)
Seit Mitte der 1990er-Jahre baute Meyer auf nationaler, europäischer und globaler Ebene eine intensive mediale und organisatorische Vernetzung von Institutionen der Orientforschung mit Tausenden von Wissenschaftlern auf, und zwar in erster Linie durch die Gründung des interdisziplinären wissenschaftlichen Netzwerks „DAVO – Deutsche Arbeitsgemeinschaft Vorderer Orient für gegenwartsbezogene Forschung und Dokumentation“ im Jahr 1993. Unter „Vorderer Orient“ werden alle Mitglieder der Liga der Arabischen Staaten sowie Afghanistan, Iran, Pakistan, die Türkei, die islamisch geprägten Staaten der ehemaligen UdSSR und angrenzende Regionen sowie Israel verstanden. Zur Förderung der Forschungskooperation unter den 1300 DAVO-Mitgliedern haben sich zu bestimmten Themenfeldern DAVO-Arbeitskreise gebildet, die sich um einen intensiven wissenschaftlichen Austausch bemühen, themenbezogene Panels auf Konferenzen organisieren und gemeinsame Publikationen koordinieren. Meyer selber gibt als Vorsitzender des Vereins den wöchentlichen „DAVO-Info-Service“ per E-Mail heraus, der über Konferenzen, Stellenausschreibungen, Praktika, Stipendien und neue Forschungsprojekte informiert. Der Verein verleiht auf seinem jährlichen Kongress an DAVO-Mitglieder mit den besten Dissertationen den „DAVO-Dissertationspreis“ in Höhe von insgesamt von insgesamt 3000 Euro. Die Mitgliederzeitschrift „DAVO-Nachrichten“ wird halbjährlich gedruckt verschickt oder in der Online-Fassung den Mitgliedern zugänglich gemacht.

### Die Weltkongresse für Studien zum Vorderen Orient: „World Congress of Middle Eastern Studies“ (WOCMES)
Unter seiner Leitung fand 2002 der Erste Weltkongress für Studien zum Vorderen Orient (WOCMES) mit rund 2100 Wissenschaftlern aus 68 Ländern und 126 Journalisten aus aller Welt an der Universität Mainz statt. 2006 wählte der Vorstand des Weltkongresses für Studien zum Vorderen Orient (WOCMES) Meyer erstmals zu seinem Vorsitzenden. Als Vorstandsvorsitzender war Meyer auch für die Weltkongresse in Amman/Jordanien, in Barcelona und in Ankara im August 2014 verantwortlich. 2018 organisierte er den Weltkongress in Sevilla. Im gleichen Jahr wurde er vom Vorstand einstimmig zum fünften Mal für die Zeit bis 2022 in diesem Amt bestätigt.

### Middle East Studies Association of North America (MESA)
2014 verlieh ihm die Middle East Studies Association of North America (MESA) den Jere L. Bacharach Service Award. Meyer war damit der erste europäische Wissenschaftler, der mit diesem Preis gewürdigt wurde. In der Begründung wurde insbesondere Meyers „unermüdlichen Einsatz zur Verbesserung der Kommunikation und des Austauschs zwischen zuvor getrennten, unterschiedlichen Teilbereichen der europäischen Wissenschaft“ hervorgehoben.

### Geographisches Engagement in Mainz und im Rhein-Main-Gebiet: „Geographie für Alle e.V.“ (GfA)
Der 1994 von Günter Meyer gegründete und rund 300 Mitglieder starke Verein konzentriert sich auf geographische Führungen der Metropolen und Naturräumen des Rhein-Main-Gebiets. Neben dem jährlichen Angebot von rund 80 verschiedenen Gruppenführungen und Rundgänge für Erwachsene, Familien und Kinder, bei denen universitäres Wissen der breiten Öffentlichkeit zugänglich gemacht wird, ist ein weiteres Ziel des Vereins, die Qualifikationen der Studierenden für das spätere Berufsleben zu fördern. Dies geschieht z. B. durch das Erlernen wissenschaftlicher Exkursionsdidaktiken und anschließender eigenverantwortlicher Leitung der öffentlichen Stadt-und-Naturführungen. Die Themengebiete von Geographie für Alle sind neben der jeweiligen Geschichte der drei Metropolen Mainz, Wiesbaden, Frankfurt und deren Umland vielfältig und behandeln z. B. in Mainz die Gentrifizierung in der Neustadt, die Rolle der Mainzer Frauen oder „Persönlichkeiten auf dem Mainzer Hauptfriedhof“, eine kostenfreie und sich jährlich wiederholende Großveranstaltung mit bis zu 14 zeitlich hintereinander gereihten Einzelführungen am Feiertag Allerheiligen. In Wiesbaden stehen bei den Rundgängen der Hauptbahnhof, die Villen rund um den Kurpark und Gustavsburg mit seiner Gartenstadt im Mittelpunkt. In Frankfurt wird u. a. über die Bankenmacht und die „neue Altstadt“ als „Little Heidelberg“ referiert. Im Jahr 1999 veranstaltete GfA auch die „Längste Stadtführung der Welt“ mit einer Dauer von 26 Stunden und schaffte es damit ins Guinnessbuch der Rekorde.

### Forschung
Meyers regionale Forschungsschwerpunkte sind vor allem der Vordere Orient, aber auch Deutschland und die Entwicklungs- und Schwellenländer.
Zur arabischen Welt befasst er sich mittlerweile hauptsächlich mit der politischen Geographie, den Entwicklungen in den Ländern des „Arabischen Frühlings“ (Tunesien, Libyen, Ägypten, Bahrain, Jemen), dem Bürgerkrieg in Syrien und die Auswirkungen auf die Nachbarländer, dem Nahost-Konflikt, dem Irak-Krieg, dem ethnisch-religiösen Konfliktpotential, Konflikten um Erdöl und Wasser sowie dem Islamismus und Terrorismus. In den 70er bis 90er Jahren stand die neoliberale Stadtentwicklung in den arabischen Golfstaaten und besonders wirtschaftsgeographische Entwicklungsprobleme in Ägypten, den Levantestaaten und auf der Arabischen Halbinsel im Vordergrund, dabei leistete er Feldforschung zu Themen wie Tourismusentwicklung, Neulandprojekten und Kleingewerbe in Ägypten.
Ägypten war auch Thema der stadtgeographischen Untersuchungen zu „gated communities“, zur Altstadtsanierung in Kairo, der Integration ländlicher Zuwanderer in die ägyptische Metropole und der damit zusammenhängenden Wohnungsprobleme in Kairo. Dazu kamen Forschungen zu Entwicklungsproblemen der Industrie in den „Neuen Städten“ und zur gewerblichen Entwicklung in der Altstadt und der Entwicklung informeller Siedlungen Kairos.
Ähnliche Themenschwerpunkte auf Entwicklungsprozessen untersuchte Meyer auch in Deutschland (Entwicklungsprozesse des Einzelhandels im Stadtzentrum und in den Außenbezirken) und in Entwicklungs- und Schwellenländern (Entwicklung der Megastädte, Folgen der Globalisierung).

## Positionen

### Bürgerkrieg in Syrien
Schon 2012 äußerte Meyer in Interviews, es handele sich um eine massive Einmischung von außen in einen innersyrischen Konflikt. Es gehe den westlichen Mächten vor allem darum, die „Achse Iran-Syrien-Hisbollah auszuschalten“. Aus Libyen würden hunderte Mujahedin eingeflogen, weil der CIA einen Bürgerkrieg initiieren wolle, um Syrien zu schwächen. Die Medien ignorierten die Tatsache, dass die Mehrheit der syrischen Bevölkerung Assad weiterhin als Regenten wolle.
Zum Bürgerkrieg in Syrien bezog Meyer von Anfang an Stellung gegen Bestrebungen, Präsident Baschar al-Assad aus seinem Amt zu entfernen. Das Verhalten Russlands im Konflikt lobte er vor dem Einsatz der Luftstreitkräfte als konstruktiv.
Wiederholt machte Meyer die Irak-Politik der USA für das Entstehen der Terrormiliz „Islamischer Staat“ verantwortlich: „Ohne das völkerrechtswidrige Vorgehen der Vereinigten Staaten, die Fehlentscheidung von Bremer und die bewusste Inkaufnahme, dass ein salafistisches Herrschaftsgebiet im Osten Syriens entsteht und dieses sogar nach Einschätzung der CIA unterstützt werden sollte, wäre es nie dazu gekommen, dass sich der IS zu einer globalen Bedrohung entwickeln konnte.“
Zur Situation nach einem möglichen Sturz Assads bezog er sich auf den verbreiteten Slogan: „Die Christen in den Libanon, die Alawiten ins Grab“. Dieser Slogan zeige, welche Gefahren den Gebieten drohen, die noch vom Regime kontrolliert werden.
Meyer stellte im Februar 2016 seine Sicht des Konflikts und seiner Ursachen dar. Der Sturz Assads sei ab 2001 geplant worden. 2006 sei mit den von Wikileaks veröffentlichten Depeschen der US-Botschaft in Damaskus „durchgesickert“, dass das Regime destabilisiert werden sollte, dabei sollten unter anderem die ethnischen Gegensätze angefacht werden. Die Strategie der Unterstützung der gemäßigten Rebellen über Waffenlieferungen aus Libyen und die Türkei sei gescheitert, diese Rebellen hätten sich den extremen Kräften angeschlossen. Die Türkei habe den IS unterstützt und tue alles, um einen kurdischen Staat zu verhindern. Ein Sturz Assads würde Syrien in ein Chaos stürzen, von dem nur Extremisten profitieren könnten. Die russische Politik bewertete er im Unterschied zu allen Leitmedien als konstruktiv. Eine Absicht, die Flüchtlingsbewegung nach Europa zu verschärfen, schloss er dabei aus. Das Ziel der russischen Politik sei, Teile des Landes wieder unter die Kontrolle der Regierung zurückzubringen. Obwohl Geograph, sieht er in der Problematik des Pipelineverlaufes durch Syrien keinen Bezug zum Syrienkonflikt.
In einer Erörterung vom 9. Juni 2016 erwartete Meyer keinen einfachen Machtübergang für den Fall einer Ablösung des Regimes. Die beiden stärksten militärischen Gruppen, die Nusra-Front und der IS, könnten nicht an der Macht beteiligt werden; auch die übrigen Milizen seien vorwiegend salafistisch bzw. radikal-islamistisch orientiert und vielfach untereinander verfeindet. Sie eine nur der Kampf gegen Assad. Bei einem Machtwechsel dürfe nicht der Fehler nach dem Irakkrieg wiederholt werden, die Streitkräfte und den Staatsapparat zu zerstören. Haupthindernis für einen Friedensschluss sah Meyer in der hegemonialen Politik Saudi-Arabiens. Der Konflikt sei für Saudi-Arabien ein Stellvertreterkrieg, sein Einsatz sei durch die Rivalität mit dem Iran motiviert. Nach der Abwendung Obamas von dem ursprünglichen Pakt zwischen USA und Saudi-Arabien (Öl für Sicherheit) versuche Saudi-Arabien den Golf-Kooperationsrat „in ein Bollwerk gegen den Iran“ umzuwandeln.
Am Tag nach dem Beginn der vierten Verhandlungsrunde zum Syrienkonflikt unter UN-Vermittlung in Genf am 23. Februar 2017 wurde Meyer in einem Interview des Deutschlandfunks von Jasper Barenberg zu seiner Einschätzung der Lage in Syrien und den Erfolgsaussichten einer Einigung von Opposition und Regierung befragt. Meyer sah eine politische Lösung durch die Einnahme Aleppos nahe gerückt. Dazu sei aber die Kooperation der USA und Russlands in der Bekämpfung des IS notwendig. Einzige Alternative zu Assad sei die Herrschaft ultrakonservativer Dschihadisten, eine demokratische Opposition existiere nicht. Für eine Lösung mit Assad sei aber notwendig, dass die USA von ihrer früheren Forderung nach einem Regierungswechsel abrücke. Im Interview kritisierte Meyer die Berichterstattung zu Menschenrechtsverletzungen in Aleppo: Sie lasse außer Acht, dass der IS die Zivilbevölkerung als Schutzschild einsetze. Er hob die Einseitigkeit der Zensur der Berichterstattung zu Mossul hervor und bezeichnete die Weißhelme und die Syrischen Beobachtungsstelle für Menschenrechte als Propagandainstrumente, die den Medien die erwünschten Berichte lieferten.
Auch in Interviews mit n-tv und ARD wiederholte Meyer seine Charakterisierung der Weißhelme als Propagandaorganisation. Es solle Empörung gegen die „brutalen Russen“ und das „menschenverachtende Assad-Regime“ geschürt werden. Dabei würden oft kleine Kinder benutzt, die dann „heldenhaft“ nach angeblich syrischen oder russischen Luftangriffen von den Weißhelmen aus den Trümmern gezogen würden. Weiter ist er der Ansicht, die Videos der „Rettungen“ seien vielfach inszeniert oder werden sogar von Schauspielern dargestellt. Meyer betont stets, dass die Weißhelme auch von der amerikanischen und britischen Regierung unterstützt werden.
Im September 2023 erläuterte Meyer im Interview mit der Frankfurter Rundschau die Ursachen und möglichen Folgen der Proteste und Kämpfe, die seit Mitte August 2023 in Syrien massiv zugenommen haben: Trotz einer katastrophalen wirtschaftlichen Lage stellten weder die Proteste der drusischen Minderheit im Süden, noch andere Oppositionsgruppen in den von Damaskus kontrollierten Landesteilen eine ernsthafte Bedrohung für das Assad-Regime dar, da sie zu schwach seien und ihnen eine einheitliche Führung fehlte. Die nach Jahren relativer Ruhe zwischen den kurdisch dominierten Syrian Democratic Forces (SDF) und arabischen Stammesmilizen im Nordosten ausgebrochenen Kämpfe bedeuteten eine Schwächung der Assad-Gegner. Die zunehmenden Angriffe von islamistischen Milizen in der Provinz Idlib würden durch Gegenangriffen der russischen und syrischen Luftwaffe beantwortet. Trotz Verschärfung der militärischen Lage an allen Fronten sei nirgendwo eine Lösung der Konflikte in Sicht.
Zum syrischen Bürgerkrieg, der sich „auf niedrigem Niveau fortsetze“, äußert sich Meyer zum Jahresende 2023 im Interview mit SWR2, dass kein Tag ohne Luftangriffe, ohne Bombardierungen, ohne Übergriffe zwischen den rivalisierenden Milizen vergehe. Zugleich verschlechtere sich die wirtschaftliche Lage der syrischen Bevölkerung weiter: Korruption, Arbeitslosigkeit, schlechte Lebensbedingungen sowie die Folgen der wirtschaftlichen Blockaden durch den Westen und des schweren Erdbebens im Februar 2023. Selbst in den von Rebellen kontrollierten Gebieten hätten die jeweiligen Milizen das Sagen: zivilgesellschaftliche Aktivität und Opposition würden in Syrien massiv gewaltsam unterdrückt. Meyer benennt Russland als in militärischer wie wirtschaftlicher Hinsicht wichtigsten Unterstützer von Baschar al-Assad, und da ein Ende der wirtschaftlichen Sanktionen des Westens gegenüber nicht erwartbar sei, bestünde auch kaum eine Chance für eine Verbesserung der wirtschaftlichen Verhältnisse innerhalb Syriens, was die wirtschaftliche Abhängigkeit von Russland weiter begünstige.

### Flüchtlingskrise
In der Ablehnung der EU, zwei oder drei Millionen Flüchtlinge aufzunehmen, sieht Meyer ein Armutszeugnis. Den Flüchtlingsdeal mit der Türkei bezeichnete er als „zynisch“. „Es laufe darauf hinaus, dass auch Bundeskanzlerin Angela Merkel die Menschenrechtsverletzungen akzeptiere, um die Flüchtlingsproblematik zu lösen.“

### Libyen
Zum Chaos in Libyen nach dem Sturz Gaddafis äußerte Meyer, den Menschen gehe es wesentlich schlechter als vorher. Das dortige Chaos betreffe aber über die Flüchtlingsbewegung und den Terrorismus auch Deutschland, dort ausgebildete Islamisten könnten mit den Waffen der geplünderten Waffenlager auch in Europa Anschläge verüben.
Das Krisenmanagement der Flutkatastrophe im September 2023 in Libyen beurteilt Meyer im Tagesspiegel als herausfordernd, da das Land politisch zweigeteilt sei und es in dem betroffenen Küstenstreifen der Cyrenaica keine funktionierende Verwaltung gäbe. So äußert er: „Derna war eine Hochburg islamistischer Extremisten, ehe sie 2019 unter dem Kommando des Generals Chalifa Haftar erobert wurde. Von seiner Hauptstadt Bengasi aus kontrolliert er zwar den Ostteil des Landes militärisch, aber mit einer völlig unzureichenden Administration. “

### Marokko
Zum schweren Erdbeben in Marokko 2023 argumentierte Meyer in mehreren Zeitungen, darunter dem Focus, dass die Ablehnung zahlreicher internationaler Hilfsangebote in erster Linie organisatorische Gründe hätte. Die Regierung wolle mit den Ländern kooperieren, die „am wenigsten politisch belastet sind“, so erschienen auf new-facts.eu.

### Ägypten
Im Januar 2014 äußerte Meyer vor dem Referendum zur neuen ägyptischen Verfassung, diese enthalte nun ein Bekenntnis zu den Menschenrechten. Die Verfassung könne aber leicht durch die nationale Gesetzgebung eingeschränkt werden. Die Rolle des Militärs und sein Budget werden in der Verfassung nicht reguliert. Die Stellung des Nationalen Verteidigungsrats lasse vermuten, dass sich autoritäre Strukturen herausbilden können. Die Ausgrenzung der Muslimbruderschaft lasse eine Eskalation von Gewalt und Gegengewalt erwarten. Die Minderheiten der Schiiten und Kopten seien weiter in Gefahr.

### Israel
In einem Offenen Brief von Nahostexperten zur Krise in Gaza an die Bundesregierung vom 19. August 2014, den Meyer unterzeichnete, wurde die Israelpolitik der Bundesrepublik Deutschland kritisiert. Gefordert wurde unter anderem, die palästinensische Regierung zu fördern, die restriktiven Rüstungsexportbestimmungen auf alle Konfliktparteien anzuwenden und die militärische Zusammenarbeit mit Israel auf den Prüfstand zu stellen. Die Bundesregierung solle sich für ein Ende der israelischen Besatzung der palästinensischen Gebiete einsetzen und für beide Seiten verbindliche, völkerrechtskonforme Vorschläge für eine Konfliktregelung machen.
In einer Diskussion mit Johannes Gerster führte Meyer 2014 aus, für die gescheiterten Friedensbemühungen sei vor allem die israelische Regierungspolitik verantwortlich. Alle Friedensverhandlungen seien in den vorangegangenen zwei Jahrzehnten daran gescheitert, dass die Situation der Palästinenser sich durch die israelische Besatzung- und Siedlungspolitik permanent verschlechtert habe.

## Kritik und Kontroversen
Auftritte Meyers im ARD-Mittagsmagazin und im Hessischen Rundfunk, bei denen er einen angeblichen Giftgaseinsatz in Duma am 8. April 2018 erneut einer Inszenierung der Weißhelme zuschrieb, zogen Kritik nach sich. Meyer hatte laut einem Bericht im Focus seine Behauptungen zunächst nicht belegt, seine Aussage zur Inszenierung wurde aber von der Nachrichtenagentur dpa verbreitet und auch von anderen Publikationen aufgegriffen. Auf Anfrage habe Meyer dem Focus unter anderem Links zu Artikeln des vom russischen Staat finanzierten Fernsehsenders RT, zu anderen Artikeln russlandnaher Onlinemedien, eine Aufstellung der Finanzierungsquellen der Weißhelme, eine Arbeit des Journalisten Seymour Hersh und einen eigenen Artikel als Belege zugesandt. Der Focus-Artikel kommt zum Ergebnis, dass sich Meyers Auffassungen mit denen der russischen Medien decke und wirft Meyer schon in der Schlagzeile vor, Propaganda zu betreiben. Den Vorwurf der Nutzung russischer Staatsmedien kommentierte Meyer mit dem Hinweis, man befinde sich in einem Informationskrieg beider Seiten, indem mit harten Bandagen gekämpft werde.
Schon im Jahre 2013 gab es in der Sendung „Report Mainz“  Kritik an zwei Aussagen Meyers zum mutmaßlichen Giftgasanschlag von Ghouta am 21. August 2013, die sich als falsch herausstellten, was von Meyer nach der Aufklärung eingestanden wurde. Peter Bouckaert von der Menschenrechtsorganisation Human Rights Watch hielt die „vielen Behauptungen ohne Belege“  für „hochproblematisch“. Die Sendung rückte Meyer in den Verdacht der Desinformation, der Verbreitung von Verschwörungstheorien und Parteinahme im Konflikt: „Zur Syrien-Krise kursieren im Netz viele Verschwörungstheorien, Behauptungen ohne Belege, verbreitet sogar von einem Wissenschaftler. Desinformation während eines Konflikts, bei dem nicht nur mit Waffen gekämpft wird.“

## Funktionen und Mitgliedschaften
- Gastprofessor und Mitglied des Stiftungsrats der Sharjah Universität in den Vereinigten Arabischen Emiraten[39][40]
- Leiter des Zentrums für Forschung zur Arabischen Welt (ZEFAW)
- Vorsitzender der Deutschen Arbeitsgemeinschaft Vorderer Orient für gegenwartsbezogene Forschung und Dokumentation (DAVO)
- Präsident der European Association for Middle Eastern Studies (EURAMES)
- Präsident der International Association for Middle Eastern Studies (IAMES)
- Vorsitzender des International Advisory Council of the World Congress of Middle Eastern Studies (WOCMES)
- Vorstandsmitglied des Parliament of Cultures
- Vorsitzender von Geographie für Alle e. V.
- Sprecher des Interdisziplinären Arbeitskreises Dritte Welt
- Vorsitzender der Alumni-Vereinigung Geographie der Universität Mainz
- Mitglied des Beirats der Deutsch-Arabischen Gesellschaft

## Preise und Auszeichnungen
- 2002: Verdienstorden des Landes Rheinland-Pfalz für den Einsatz als Präsident des Ersten Weltkongresses für Studien zum Vorderen Orient, der im September 2002 an der Johannes Gutenberg-Universität stattfand.[41]
- 2014: Jere L. Bacharach Service Award für Vernetzung der internationalen Orientforschung. Der Preis gilt als höchste Auszeichnung der Orientwissenschaften.[7][42]

## Privates
Günter Meyer ist verheiratet und lebt in Mainz. Er ist der Vater der Kabarettistin Inka Meyer.

## Publikationen (Auswahl)
- Ländliche Lebens- und Wirtschaftsformen Syriens im Wandel. Sozialgeograph. Studien zur Entwicklung im bäuerlichen und nomadischen Lebensraum (= Erlanger geographischen Arbeiten. Sonderband 16). Fränkische Geographische Ges. Palm und Enke, Erlangen 1984, ISBN 3-920405-58-7 (325 S., Habilitationsschrift).
- Arbeitsemigration, Binnenwanderung und Wirtschaftsentwicklung in der Arabischen Republik Jemen. Eine wirtschafts- und bevölkerungsgeographische Studie unter besonderer Berücksichtigung des städtischen Bausektors. In: Jemen-Studien. Band 2. Reichert, Wiesbaden 1986, ISBN 3-88226-292-3.
- Die Arabische Welt. Im Spiegel der Kulturgeographie. Band 11. Zentrum für Forschung zur Arabischen Welt [u. a.], Mainz 2004, ISBN 3-88250-330-0.
- mit Christian Steiner, Ala Al-Hamarneh: Krisen, Kriege, Katastrophen und ihre Auswirkungen auf den Tourismusmarkt. In: Zeitschrift für Wirtschaftsgeographie. Band 50, Nr. 1, Oktober 2006, ISSN 0044-3751, S. 98–108, doi:10.1515/zfw.2006.0011.
- mit Andreas Thimm (Hrsg.): Die globale Nahrungsmittelkrise: Gewinner und Verlierer in den Entwicklungsländern (= Veröffentlichungen des Interdisziplinären Arbeitskreises Dritte Welt. Band 20). Interdisziplinärer Arbeitskreis Dritte Welt, Mainz 2010, ISBN 978-3-88250-339-5.
- mit Andreas Thimm (Hrsg.): Wirtschaftliche und soziale Folgen der Finanzkrise für die Entwicklungsländer (= Veröffentlichungen des Interdisziplinären Arbeitskreises Dritte Welt. Band 21). Interdisziplinärer Arbeitskreis Dritte Welt, Mainz 2011, ISBN 978-3-88250-340-1.
- mit Evelyn Schäfer: Studierende in Mainz – Wohnen, Konsum und Freizeit in der Landeshauptstadt. Geographisches Institut der Johannes Gutenberg-Universität Mainz, 2011, abgerufen am 20. Juni 2016.

## Belege
1. ↑  Günter Meyer erneut zum Vorstandsvorsitzenden des Orient-Weltkongresses WOCMES gewählt. Abgerufen am 8. April 2018.
2. ↑  Ländliche Lebens- und Wirtschaftsformen Syriens im Wandel. Sozialgeograph. Studien zur Entwicklung im bäuerlichen und nomadischen Lebensraum (= Erlanger geographischen Arbeiten. Sonderband 16). 1984, ISBN 3-920405-58-7.
3. 1 2 3  Mainzer Geograph Günter Meyer bleibt Vorstandsvorsitzender des Orient-Weltkongresses. In: Allgemeine Zeitung. 10. Juli 2014, archiviert vom Original (nicht mehr online verfügbar) am 13. Juni 2018.
4. 1 2  Johannes Gutenberg-Universität Mainz: Günter Meyer erneut zum Vorstandsvorsitzenden des Orient-Weltkongresses gewählt. Abgerufen am 8. April 2018.
5. ↑  Günter Meyer erneut zum Vorstandsvorsitzenden des Orient-Weltkongresses WOCMES gewählt. Abgerufen am 8. April 2018.
6. ↑  VRM GmbH & Co. KG: Günter Meyer leitet an der Uni Mainz das Zentrum der weltweiten Orientforschung. (allgemeine-zeitung.de [abgerufen am 8. April 2018]).
7. 1 2  Günter Meyer erhält Jere L. Bacharach Service Award für Vernetzung der internationalen Orientforschung. uni-mainz.de, archiviert vom Original (nicht mehr online verfügbar) am 10. Mai 2017; abgerufen am 12. Juni 2016.  Info: Der Archivlink wurde automatisch eingesetzt und noch nicht geprüft. Bitte prüfe Original- und Archivlink gemäß Anleitung und entferne dann diesen Hinweis.
8. ↑  Übersicht Stadtführungen Mainz. Abgerufen am 14. März 2024.
9. ↑  Übersicht Stadtführungen Wiesbaden. Abgerufen am 14. März 2024.
10. ↑  Johannes Gutenberg-Universität Mainz: Die Gesichter einer Stadt | JGU Magazin. 25. November 2015, abgerufen am 14. März 2024 (deutsch).
11. ↑  Peter van Dorren: Die Wahrheit über Syrien – Univ. Prof. Dr. Günter Meyer im Bayern2-Interview. 25. Januar 2012, abgerufen am 12. Juni 2016.
12. ↑  „Die USA haben kein Interesse an einer friedlichen Lösung, bei der Bashar al-Assad an der Macht bleiben könnte.“ So eine Form von Desinformation habe ich noch nie erlebt In: JGU-Magazin. 11. April 2012.
13. ↑  „Es kann nur eine politische Lösung, es kann nur eine Verhandlungslösung geben unter Beteiligung des gegenwärtigen Regimes.“ Günter Meyer im Gespräch mit Martin Zagatta In: DLF. 22. Mai 2015.
14. ↑  Der Kreml spielt eine konstruktive Rolle. In: DLF. 15. September 2015.
15. ↑  Tahir Chaudhry: Syrien: „Das ist ein Erfolg russischer Diplomatie“. In: Frankfurter Allgemeine Zeitung. 29. September 2015 (faz.net [abgerufen am 12. Juni 2016]).
16. ↑  Tahir Chaudhry: Syrien: „Das ist ein Erfolg russischer Diplomatie“. In: Frankfurter Allgemeine Zeitung. 29. September 2015, ISSN 0174-4909 (faz.net [abgerufen am 12. Juni 2016]).
17. ↑  3sat.online: Mediathek: Kulturzeit-Gespräch mit Günter Meyer. In: 3sat-Mediathek. Abgerufen am 12. Juni 2016.
18. ↑  Michael Wrase: Der Lösung keinen Schritt nähergekommen. Gespräch mit dem deutschen Nahost-Experten über die Lage in Syrien. In: Luxemburger Wort. 9. Juni 2016, S. 12.
19. ↑  Syrien-Gespräche – „Die Machtverhältnisse haben sich deutlich geändert“. In: Deutschlandfunk. (deutschlandfunk.de [abgerufen am 25. Februar 2017]).
20. ↑  "Die USA wollen Syrien zerschlagen" - ntv 16. März 2018
21. ↑  "inszenieren und propagandistisch einzusetzen" - ARD-Mittagsmagazin; MIMA-Schwerpunkt vom 10. April 2018 zu Syrien
22. ↑  Nahost-Experte zu Syrien: „In dem Land herrschen Korruption, Repression und Verzweiflung“. 10. September 2023, abgerufen am 26. September 2023.
23. ↑  SWR2: Nahost-Experte: Düstere Perspektiven für Menschen in Syrien. 21. Dezember 2023, abgerufen am 26. Dezember 2023.
24. ↑  Deutschlandfunk – Interview. In: Deutschlandfunk. Archiviert vom Original (nicht mehr online verfügbar) am 31. Juli 2016; abgerufen am 12. Juni 2016.
25. ↑  Klaiber, Susanne: Das Grauen nach Gaddafi: So betrifft es auch Deutschland. In: The Huffington Post. Archiviert vom Original (nicht mehr online verfügbar) am 12. Juni 2016; abgerufen am 12. Juni 2016.
26. ↑  „Die Not und Verwüstung sind grenzenlos“: In Libyen regiert nach der Flutkatastrophe die Ohnmacht. In: Der Tagesspiegel Online. Verlag Der Tagesspiegel GmbH, 13. September 2023, ISSN 1865-2263 (tagesspiegel.de [abgerufen am 26. September 2023]).
27. ↑  wirtschaft.com: Marokkanische Absage an Hilfsangebote organisatorisch begründet. In: Nachrichten zur Wirtschaft - aktuelle Wirtschaftsnachrichten. 16. September 2023, abgerufen am 26. September 2023 (deutsch).
28. ↑  dts Nachrichtenagentur: Marokkanische Absage an Hilfsangebote organisatorisch begründet. 16. September 2023, abgerufen am 26. September 2023 (deutsch).
29. ↑  Marokkanische Absage an Hilfsangebote organisatorisch begründet. FinanzNachrichten, 16. September 2023, abgerufen am 26. September 2023.
30. ↑  Wolfgang Zehrt: Marokkanische Absage an Hilfsangebote organisatorisch begründet. In: Digital Daily News. 16. September 2023, abgerufen am 26. September 2023 (deutsch).
31. ↑  Exklusivmeldungen - FOCUS. In: www.focus-magazin.de. Focus Magazin Verlag GmbH, 15. September 2023, abgerufen am 26. September 2023.
32. ↑  new-facts.eu
33. ↑  Nachrichtenagentur: Marokkanische Absage an Hilfsangebote organisatorisch begründet. In: new-facts.eu - das Blaulicht-Magazin für Süd-Schwaben, Memmingen und das Allgäu. 16. September 2023, abgerufen am 26. September 2023 (deutsch).
34. ↑  Südwest Presse Online-Dienste GmbH: Interview über Situation in Ägypten: Nährboden für noch mehr Gewalt. In: swp.de. 14. Januar 2014 (swp.de [abgerufen am 10. April 2017]).
35. ↑  Offener Brief von Nahost-Experten zu Gaza. Abgerufen am 10. April 2017.
36. ↑  Verlagsgruppe Rhein Main GmbH & Co. KG: Wer hat Schlüssel zum Frieden? In: Allgemeine Zeitung. 1. August 2014 (Online).
37. ↑  Focus Online: Syrien-Experte verbreitet Propaganda in ARD – und liefert keine Beweise. In: Focus Online. (focus.de [abgerufen am 19. August 2018]).
38. ↑  Online-Exklusiv: Propagandakrieg Syrien. Die Wahrheit hinter den Verschwörungstheorien gegen die Rebellen (Seite nicht mehr abrufbar, festgestellt im Juni 2025. Suche in Webarchiven)  Info: Der Link wurde automatisch als defekt markiert. Bitte prüfe den Link gemäß Anleitung und entferne dann diesen Hinweis. - 2013-09-18
39. ↑  About UOS. sharjah.ac.ae, abgerufen am 17. Juni 2016.
40. ↑  Günter Meyer erneut zum Vorstandsvorsitzenden des Orient-Weltkongresses WOCMES gewählt. Abgerufen am 8. April 2018.
41. ↑  uni-mainz.de (Memento des Originals vom 15. Juni 2016 im Internet Archive)  Info: Der Archivlink wurde automatisch eingesetzt und noch nicht geprüft. Bitte prüfe Original- und Archivlink gemäß Anleitung und entferne dann diesen Hinweis. (PDF, S. 32).
42. ↑  Jere L. Bacharach Service Award. In: mesana.org. Abgerufen am 12. Juni 2016.

| Personendaten    | Personendaten      |
| ---------------- | ------------------ |
| NAME             | Meyer, Günter      |
| KURZBESCHREIBUNG | deutscher Geograph |
| GEBURTSDATUM     | 25. August 1946    |
| GEBURTSORT       | Oldenburg          |